# کاش‌اوبا (چوکوروا)
کاش‌اوبا (به ترکی استانبولی: Kaşoba) یک منطقهٔ مسکونی در ترکیه است که در کارایسالی واقع شده‌است.